# Xichang Qingshan Airport
Xichang Qingshan Airport är en flygplats i Kina. Den ligger i provinsen Sichuan, i den sydvästra delen av landet, omkring 350 kilometer sydväst om provinshuvudstaden Chengdu. Xichang Qingshan Airport ligger 1 547 meter över havet.
Runt Xichang Qingshan Airport är det ganska tätbefolkat, med 248 invånare per kvadratkilometer. Närmaste större samhälle är Xichang, 12,9 km sydost om Xichang Qingshan Airport. Trakten runt Xichang Qingshan Airport består till största delen av jordbruksmark.
Genomsnittlig årsnederbörd är 1 324 millimeter. Den regnigaste månaden är juli, med i genomsnitt 315 mm nederbörd, och den torraste är januari, med 4 mm nederbörd.